# 나스 안달루시아의 여름
나스 안달루시아의 여름(茄子 アンダルシアの夏, Nasu: Summer In Andalusia)은 일본에서 제작된 코사카 키타로 감독의 2003년 애니메이션, 드라마 영화이다. 마루야마 마사오 등이 제작에 참여하였다.

## 목소리 출연
- 오오이즈미 요
- 코이케 에이코
- 히라타 히로아키
- 카이다 유코

## 제작진
- 미술: 타나카 나오야